# Pfarrei Deutscher Orden

Wappen des Großmeisters des Deutschen Ordens.

Der Deutsche Orden ist ein religiöser Orden der Katholischen Kirche, dessen Mitglieder Priestern und Laien sind. Im Verlaufe seiner Geschichte bekam er zahlreiche Pfarreien überantwortet, welche ihm zum Teil bis heute inkorporiert sind. In diesen fand ein Pfarrleben wie in jeder anderen Pfarrei statt, doch hatte der Orden das Recht, den Pfarrer zu nominieren und das Vermögen zu verwalten. Nach dem Ersten Weltkrieg wurde der Orden in ein klerikales Institut umgewandelt. Hierbei gingen die Pfarreien an die Priorate über, die an die Stelle der Balleien getreten waren. Bis heute sind zahlreiche weitere Pfarreien dem Deutschen Orden überantwortet worden. Diese sind ihm jedoch nicht mehr inkorporiert, sondern in einer Art „Geschäftsbestellungsvertrag“ übergeben worden, welcher jederzeit durch den Orden oder den Bischof gekündigt werden kann, womit der Orden seine Nomination des Pfarrers verliert und die Pfarrei wieder alleine der Verwaltung des Bischofs untersteht, welcher jetzt die Aufsicht darüber führt. Der Orden nominiert lediglich den Pfarrer.

## Ballei Alden Biesen
- Pfarrei Bakel
- Pfarrei Beek
- Pfarrei Bekkevoost
- Pfarrei Geldorp
- Pfarrei Gemert
- Pfarrei Gruitrode
- Pfarrei Handel
- Pfarrei Nistelrode
- Pfarrei Ordingen
- Pfarrei Overrepen
- Pfarrei Siersdorf
- Pfarrei Saint-Andre (Lüttich)
- Pfarrei Sint Gangulfus (Lüttich)
- Pfarrei Vroeghoven
- Pfarrei Vught
- Pfarrei Welz

## Ballei Elsass und Burgund
- Pfarrei Bern
- Pfarrei Kerzers
- Pfarrei Köniz
- Rüti bei Büren
- Pfarrei Sumiswald

## Ballei Etsch und im Gebirge
- Pfarrei Gumpoltskirchen
- Pfarrei Lengmoos, Ritten
- Pfarrei Sarnthein
- Pfarrei Sankt Leonhard in Passeier
- Pfarrei Sterzing (historisch)
- Pfarrei Siebeneich

## Ballei Franken
- Pfarrei Ellingen
- Pfarrei Gundelsheim
- Pfarrei Kochertürn
- Pfarrei Lauterbach
- Pfarrei Mergentheim
- Pfarrei Neckarsulm
- Pfarrei Niedersteinenbronn
- Pfarrei Ober-Mörlen
- Pfarrei Sondernohe
- Pfarrei Stuppach

## Ballei Hessen
- Pfarrei Marburg
- Pfarrei Schiffenberg

## Ballei Koblenz
- Pfarrei Elsen
- Pfarrei Hackenbroich
- Pfarrei Waldbreitbach (Kreis Neuwied)

## Ballei Trier
- Pfarrei Rachtig

## Ballei Westfalen
- Pfarrei Duisburg
- Pfarrei Mülheim

## Priorat Deutschland
- Pfarrei Burgwald
- Pfarrei Darmstadt (1949–2014)[1]
- Pfarrei Frankenberg
- Pfarrei Gemünden
- Pfarrei Frankfurt-Sachsenhausen[2]
- Pfarrei Mitterdarching
- Pfarrei Neukirchen[3]
- Pfarrei Sielenbach
- Pfarrei Wetter (Hessen) (bis Juli 2024)[4]
- Pfarrei Wollomos
- Pfarrei Weyarn[5]
- Pfarrei Vöhl